# Sophronica disconigra
Sophronica disconigra är en skalbaggsart som beskrevs av Stefan von Breuning 1958. Sophronica disconigra ingår i släktet Sophronica och familjen långhorningar. Inga underarter finns listade i Catalogue of Life.